# Poggio d'Api
Poggio d'Api è una frazione del comune di Accumoli, in provincia di Rieti, nella regione Lazio.

## Geografia fisica

### Territorio
La frazione di Poggio d'Api situata alle falde della Macera della Morte (m 2073), nel cuore della valle del Chiarino, da dove si gode una delle visioni più suggestive del monte Vettore e dei monti Sibillini, presenta sorgenti di acqua ed è sede dell'oasi WWF del Lago Secco (1500 m s.l.m.). Tale oasi è la più a sud d'Europa a contenere un particolare tipo di tritone alpino.

## Storia
Il nome significa semplicemente colle dell'api.
Il nome Api compare la prima volta nel 1052 tra le "corti" confermate da Leone IX al vescovo di Ascoli ed e ripetuto nelle carte successive dello stesso tenore.
Nel 1154 Podium de Ape era feudo, con altri villaggi, di Berardo Sinibaldo dei Camponeschi. Nei XIII-XIV sec. la zona e frequentata da eremiti, tra cui il leggendario San Amico (ricordato da un Oratorio di questo nome sopra Colle di Arquata) e Angelo da Fossombrone, fondatore dei Clareni, che avrebbe dimorato in Santa Maria in Chiarino, sui contrafforti di Pizzo di Sevo, lungo la mulattiera per la Macera della Morte; in questa chiesa sarebbe sepolto San Amico, come si evince da una carta ritrovata durante la visita pastorale del 1580, dove si leggeva: HIC EST AMICVS DEI, QVI BENE PLACVIT EL 1524.
Nel 1459 Francesco Andreucci di Poggio d'Api lasciava una somma alla chiesa del suo paese e a Santa Maria de Clarino.
Sul finire del secolo il villaggio era abbastanza prospero e si costruivano case, come testimonia la presenza di maestri lombardi in paese.
Un secolo dopo, in condizioni ben più tristi, inasprite dall'irrigidimento del clima, da Poggio d'Api e dalle villette intorno partiva per il viterbese una comitiva di 500 persone.
Un esodo biblico se si pensa che all'epoca Poggio d'Api, con le ville di Piano, Vallebassa e Pignaverde, ne contava pochi di più.
Dentro il paese vi era la chiesa di San Rocco, con affreschi assai rovinati già nel 1580, quando dipendeva dal Seminario di Ascoli.
Nel 1635, il giorno 11 agosto, su Poggio d'Api piombano 40 briganti e lo saccheggiano.
Nell'Ottocento qui risiedevano le "preposte", ossia le guardie preposte alla sorveglianza dei confini e delle strade del contrabbando.
Dal punto di vista culturale, Poggio d'Api è stato ed è tuttora uno dei centri più vivi della poesia a braccio e il limite della sua diffusione nel confinante Piceno.

## Monumenti e luoghi d'interesse

### Chiesa di Santa Maria del Piano
Santa Maria del Piano fu costruita nel 1948. Vi si trova la Croce astile rinascimentale di oreficeria ascolana (29 cm x 43 cm), rifatta nell'Ottocento e custodita presso una famiglia del paese; di originale conserva solo il Crocifisso e l'impugnatura in cui si legge: DEVOTIONE M.550 TEMPORE D[omini] MAURITII GALLI RECTORIS ECCLESIE SANCTE MARIE DE PODIO APUM (non vi compare il monogramma bernardiniano con la scritta IN NOMINE JESU 0 [mn]E GENUFLECTATUR, segnalato in una ricognizione del 1950).